# Altair (Schiff, 1922)
Die Altair war ein ehemaliger Fischlogger, der im Zweiten Weltkrieg von der Luftwaffe als Hilfs-Flugsicherungsschiff und dann von der Kriegsmarine als Sicherungsboot eingesetzt wurde.

## Bau und Technische Daten
Der Segellogger Altair (AE 56) lief im Mai 1922 mit der Baunummer 341 bei der Werft Jos. L. Meyer in Papenburg vom Stapel. Besitzer war die Heringsfischerei Dollart AG in Emden. Das Schiff war 30,06 m lang und 7,05 m breit, hatte 3,20–3,32 m Tiefgang, und war mit 172,60 BRT bzw. 79,76 NRT vermessen. Es hatte eine (Hilfs-)Dampfmaschine von 100 PS von Christiansen & Meyer. Das Schiff wurde in der Nordsee und dem Nordatlantik in der Heringsfischerei eingesetzt.

## Geschichte

### Luftwaffenschiff
Das Schiff wurde am 17. April 1940 von der Luftwaffe requiriert und als Hilfs-Flugsicherungsschiff der Luftzeuggruppe See in Kiel zugewiesen. Ab dem 27. Mai 1940 diente es bei der Seenotbezirkstelle (SNB) III und war in Wilhelmshaven stationiert.

### Hilfskriegsschiff der Kriegsmarine
Am 26. April 1941 wurde das Schiff zur Kriegsmarine transferiert und der Sperrkommandantur Kiel zugewiesen. Am 1. Juli 1942 kam es als Hilfskriegsschiff DPK 14 zur Küstenschutzflottille Pommernküste. Als diese am 1. Oktober 1943 in 2. Sicherungsflottille umbenannt wurde, erhielt das Schiff die neue Bezeichnung Vorpostensicherungsboot VS 216.

### Nachkriegszeit
Am 23. September 1945 wurde das Schiff an seine Vorkriegsbesitzer zurückgegeben. 1950 erhielt es eine 240-PS-Dieselmaschine von MWM, und am 14. Dezember 1950 kam es mit der Vereinigung der Heringsfischerei Dollart und der Großer Kurfürst Heringsfischerei AG in Emden an letztere.
Das Schiff wurde im November 1962 zum Abbruch verkauft.